# Joaquín Pertíñez Fernández
Joaquín Pertíñez Fernández, O.A.R. (Monachil, Granada, 22 de septiembre de 1952) es un religioso recoleto español que actualmente es obispo de Río Branco.

## Biografía
Estudió magisterio en la Universidad de Granada, convirtiéndose en maestro de EGB en 1971. Al año siguiente ingresó en la Orden de Agustinos Recoletos, cuyo monasterio de Monachil lindaba con su vivienda familiar. El 10 de agosto de 1973 inició su noviciado en Monteagudo y al año siguiente emitió su profesión religiosa. Al finalizar sus estudios de teología en el convento de Marcilla, fue ordenado sacerdote por el obispo Florentino Zabalza Iturri el 16 de julio de 1978.
Fue destinado a Lodosa, donde trabajó la formación de los aspirantes en la orden. En 1988 fue trasladado a la misión de Lábrea. En 1998 se hizo cargo de la delegación de Costa Rica, en Cartago. Estuvo allí hasta su nombramiento como obispo de Río Branco, en Brasil, el 24 de febrero de 1999, siendo consagrado el 30 de mayo por monseñor Moacyr Grechi.